# Cycas brunnea
Cycas brunnea é uma espécie de cicadófita do género Cycas da família Cycadaceae, nativa do Território do Norte e Queensland, Austrália. Segundo dados de 2010, a população encontra-se estável.